# ۶۸۶ (قمری)
۶۸۶ (قمری)، ششصد و هشتاد و ششمین سال در گاهشماری هجری قمری است. اول محرم این سال برابر با شانزدهم فوریه سال ۱۲۸۷ میلادی است.